# Livingstone (Zambie)
Livingstone je město v Zambii. Do roku 1935 bylo hlavním městem tehdejší Severní Rhodesie. Díky nedalekým Viktoriiným vodopádům je vyhledávaným turistickým centrem Zambie. Leží cca 5 km od hranic se Zimbabwe. Podle sčítání z roku 2022 žije v Livingstone 177 393 obyvatel. Název získalo město podle skotského misionáře Davida Livingstona, který byl prvním Evropanem, který tuto oblast Afriky navštívil.